# Uli Meisenheimer
 (mars 2025).
Motif : Sourcé uniquement par le site de la personne, c'est trop faible.
- Archive Wikiwix
- Bing
- Cairn
- DuckDuckGo
- E. Universalis
- Gallica
- Google
- G. Books
- G. News
- G. Scholar
- Persée
- Qwant
- (zh) Baidu
- (ru) Yandex
- (wd) trouver des œuvres sur Wikidata

| 1. | Préciser le motif de la pose du bandeau. | Précisez le motif de la pose du bandeau en utilisant la syntaxe suivante : {{admissibilité à vérifier\|date=mars 2025\|motif=remplacez ce texte par le motif}}                        |
| 2. | Informer les utilisateurs concernés.     | Pensez à avertir le créateur de l'article, par exemple, en insérant le code ci-dessous sur sa page de discussion : {{subst:avertissement admissibilité à vérifier\|Uli Meisenheimer}} |

Vous pouvez aider à l'améliorer ou bien discuter des problèmes sur sa page de discussion.
- Il ne cite pas suffisamment ses sources. Vous pouvez indiquer les passages à sourcer avec {{référence nécessaire}} ou {{Référence souhaitée}}, et inclure les références utiles en les liant aux notes de bas de page. (Marqué depuis janvier 2020)
- Il ne s’appuie pas, ou pas assez, sur des sources secondaires ou tertiaires. (Marqué depuis janvier 2020)

- Archive Wikiwix
- Bing
- Cairn
- DuckDuckGo
- E. Universalis
- Gallica
- Google
- G. Books
- G. News
- G. Scholar
- Persée
- Qwant
- (zh) Baidu
- (ru) Yandex
- (wd) trouver des œuvres sur Wikidata

Uli Meisenheimer, née en Allemagne, est une graphiste et enseignante allemande, installée à Paris depuis plus de vingt ans[réf. nécessaire].

## Biographie
À la suite de ses études d'histoire de l'art à l'Université de Cologne (1983-1987), puis de son diplôme en communication visuelle de à Folkwang Hochschule en 1994, Uli Meisenheimer coopère, de 1995 à 2008, à l'Atelier de création graphique avec Pierre Bernard. Elle travaille principalement avec diverses institutions culturelles et institutionnelles comme le Centre Pompidou, la Maison européenne de la photographie, le musée du Louvre, le musée du Quai Branly, le Stedelijk Museum Amsterdam, le Centre national de la cinématographie, les Éditions du patrimoine, l'Institut Goethe, les Parcs nationaux de France ou le Parc de la Villette. Elle crée aussi des identités visuelles dans le domaine culturel, par exemple celle de l'ENSA Limoges et l'Abbaye aux Dames de Saintes, mais aussi pour des entreprises industrielles.
Depuis 2002, elle enseigne le design graphique dans les écoles d’art et de design en France.